# Walter Prankl
Walter Prankl (* 4. April 1935 in Wilhersdorf, Niederösterreich) ist ein österreichischer Architekt und Mixed-Media-Künstler.

## Leben
Walter Prankl besuchte die Hauptschule in St. Pölten, absolvierte eine Lehre als Elektrofeinmechaniker und arbeitete dann bei Siemens & Halske in Wien. 1959 erreichte er auf dem zweiten Bildungsweg die Matura und begann ein Studium an der Akademie für angewandte Kunst Wien bei Oswald Haerdtl und Roland Rainer, welches er 1965 mit einem Diplom für Architektur und Städtebau abschloss. Anschließend war er bis 1970 als Mitarbeiter in verschiedenen Architekturbüros tätig, wie bei Roland Rainer, Victor Gruen, Bertel Saarnio und bei Juha Ilmari Leiviskä in Helsinki.
1971 verließ er Österreich und hielt sich fortan abwechselnd in Deutschland, Finnland und der Schweiz auf, blieb aber dem Wiener Kulturleben noch bis etwa 1980 verbunden. Anlass für seinen Weggang ins Ausland war die geringe Resonanz, die eine von ihm gemeinsam mit dem Architekten und Publizisten Günther Feuerstein und dem Stadt- und Verkehrsplaner Gerhard Wallner erarbeitete Verkehrsplanung für Wien erfuhr.
Von 1976 bis 1980 war Prankl Medien-, Ausstellungs- und PR-Fachmann für das Bundesministerium für Gesundheit, Familie und Jugend in Wien. Von 1980 bis 1987 war er als Medien- und Ausstellungsfachmann sowie als Pädagogischer Leiter bei der Münchner Volkshochschule tätig. Ab 1987 arbeitete Prankl in den Bereichen Umwelt-Design, Architektur, Städtebau und Visuelle Kommunikation, Grafikdesign und Pädagogik. Er ist Gründer und Leiter der Platon Akademie 4 im südbadischen Müllheim im Markgräflerland.
Walter Prankl lebt und arbeitet in Müllheim. Er ist mit der Designerin und Fotokünstlerin Marga Prankl verheiratet.

## Einzelausstellungen
- 1961: Galerie Junge Generation, Wien, 34 graphische Blätter, Katalog-Einführung: Wilhelm Mrazek
- 1967: Galerie auf der Stubenbastei, Wien, Tuschmalerei, Katalog-Gestaltung: Peter Baum

## Werke (Auswahl)
- 1967: Otto Wagner, seine Verkehrsbauten & der Wiener Naschmarkt[1]. Minimanifest: ich wohne auch auf 4m². Stellungnahme zur Schlafstadtproblematik, Wien
- 1968: Was ist urbanes Design, Arkkitehti 8/68, Helsinki. Pilotgründung der 1. Zeitschrift für Umweltgestaltung in Österreich: Human Industrial Design, 2 Ausgaben. Die vierte Haut, Leitbild einer fußgängerfreundlichen Stadt. Seminar on Finnisch Architecture and Town Planning, Nr. 2. Redaktionsmitarbeit: Planen, Bauen und Wohnen
- 1970 bis 1979: mit Peter Baum: elektronische Aufzeichnungen: Herausgabe und Redaktion: Umweltdesign, Fachjournal für optische Kultur. Sitzhöhenmodul: Beitrag zum ergonomischen Sitzkomfort für Kinder und Erwachsene
- 1971: Urbaner Modul: Beitrag zur fußgängerfreundlichen Planung im Städtebau
- 1972: Umweltdesign-Charta: erstmals ein umfassendes Konzept zu einem Studiengang Umweltdesign im Weiterbildungsbereich
- 1973: Industrial Design, teoria e pratica nella prospettiva degli anni 70, Milano
- 1974: Austriado-Manifest: erstmals ein umfassendes Konzept zu einer regionalen Verkehrslinie für die Randzonen Österreichs zur Lösung des Problems Arbeitsbevölkerung und Fremdenverkehr in Synergie
- 1975 bis 1977: Malbücher: Städte Europas, für Kinder und Erwachsene
- 1985 bis 2010: Skulpturen, Lineare Aufzeichnungen: Ironisch-Satirische Apokalypse und seit 2009 grafische Gradierungen (digital-ästhetische Metamorphosen)